# ノルヴェジア
ノルヴェジア、ノルベジア (Norvegia、(ノルウェー語発音: [nʊrˈvɛɡjɑ]の翻字) はノルウェーで生産されているセミハードタイプのチーズ。オランダのゴーダチーズと似ているが、色はそれよりは白っぽい。1890年代より生産されており、ノルウェーチーズの代表格と評され、同国におけるこのタイプのチーズの消費量のうち約60％を占めるという。ヤールスバーグ（en:Jarlsberg cheese）やスイスのチーズよりやや小さな気泡を有する。ピザやホットサンドイッチに用いるのがよい。